# Daaquam
Daaquam – rzeka w Ameryce Północnej, dopływ rzeki Saint John. Daaquam przepływa przez kanadyjską prowincję Quebec i amerykański stan Maine.
Źródło Daaquam znajduje się w kantonie Langevin, niedaleko gmin Sainte-Justine i Saint-Luc-de-Bellechasse, w regionie administracyjnym Chaudière-Appalaches (południowy Quebec). Rzeka płynie następnie na zachód przed obszar Appalachów. Rzeka przekracza granicę niedaleko wsi Daaquam i wpływa na obszar Stanów Zjednoczonych, następnie uchodzi do rzeki Saint John.